# Puchar Świata w Kolarstwie Górskim 2002
Puchar Świata w kolarstwie górskim w sezonie 2002 to 12. edycja tej imprezy. Organizowany przez UCI, obejmował zawody dla kobiet i mężczyzn w cross-country, downhillu oraz fourcrossie. W porównaniu z poprzednim sezonem zrezygnowano z rozgrywania cross-country time trial, a dual-slalom zastąpiono fourcrossem. Pierwsze zawody odbyły się 19 maja w stolicy Hiszpanii, Madrycie, a ostatnie 8 września 2002 roku we francuskim Les Gets.
Pucharu Świata w cross-country bronili: Szwajcarka Barbara Blatter wśród kobiet oraz Kanadyjczyk Roland Green wśród mężczyzn, a w downhillu: Francuzka Anne-Caroline Chausson wśród kobiet oraz Greg Minnaar z RPA wśród mężczyzn. W tym sezonie w cross-country triumfowali: Amerykanka Alison Dunlap wśród kobiet oraz Belg Filip Meirhaeghe wśród mężczyzn, w downhillu najlepsi byli: Brytyjczyk Steve Peat wśród mężczyzn oraz ponownie Chausson wśród kobiet, a w fourcrossie zwyciężyli: Francuzka Chausson wśród kobiet oraz Amerykanin Brian Lopes wśród mężczyzn.

## Wyniki

### Cross-country
| Data                 | Miejsce          | Podium (mężczyźni) | Podium (kobiety)    |
|                      |                  |                    |                     |
| 19 maja 2002         | Madryt           | Bart Brentjens     | Margarita Fullana   |
| 19 maja 2002         | Madryt           | Roland Green       | Alison Dunlap       |
| 19 maja 2002         | Madryt           | Roel Paulissen     | Sabine Spitz        |
|                      |                  |                    |                     |
| 26 maja 2002         | Houffalize       | Christoph Sauser   | Margarita Fullana   |
| 26 maja 2002         | Houffalize       | Roel Paulissen     | Caroline Alexander  |
| 26 maja 2002         | Houffalize       | Filip Meirhaeghe   | Annabella Stropparo |
|                      |                  |                    |                     |
| 30 czerwca 2002      | Mont-Sainte-Anne | Bart Brentjens     | Margarita Fullana   |
| 30 czerwca 2002      | Mont-Sainte-Anne | Roel Paulissen     | Caroline Alexander  |
| 30 czerwca 2002      | Mont-Sainte-Anne | Christoph Sauser   | Alison Dunlap       |
|                      |                  |                    |                     |
| 7 lipca 2002         | Grouse Mountain  | Filip Meirhaeghe   | Alison Dunlap       |
| 7 lipca 2002         | Grouse Mountain  | Bart Brentjens     | Annabella Stropparo |
| 7 lipca 2002         | Grouse Mountain  | Roel Paulissen     | Sabine Spitz        |
|                      |                  |                    |                     |
| 8 września 2002      | Les Gets         | Filip Meirhaeghe   | Alison Dunlap       |
| 8 września 2002      | Les Gets         | Bart Brentjens     | Sabine Spitz        |
| 8 września 2002      | Les Gets         | Christoph Sauser   | Annabella Stropparo |
|                      |                  |                    |                     |
|                      |                  | Podium (mężczyźni) | Podium (kobiety)    |
| Klasyfikacja końcowa | Puchar Świata XC | Filip Meirhaeghe   | Alison Dunlap       |
| Klasyfikacja końcowa | Puchar Świata XC | Christoph Sauser   | Sabine Spitz        |
| Klasyfikacja końcowa | Puchar Świata XC | Bart Brentjens     | Margarita Fullana   |

### Downhill
| Data                 | Miejsce          | Podium (mężczyźni) | Podium (kobiety)       |
|                      |                  |                    |                        |
| 2 czerwca 2002       | Fort William     | Greg Minnaar       | Anne-Caroline Chausson |
| 2 czerwca 2002       | Fort William     | Nicolas Vouilloz   | Missy Giove            |
| 2 czerwca 2002       | Fort William     | Mickaël Pascal     | Sabrina Jonnier        |
|                      |                  |                    |                        |
| 9 czerwca 2002       | Maribor          | Chris Kovarik      | Tracy Moseley          |
| 9 czerwca 2002       | Maribor          | Cédric Gracia      | Vanessa Quin           |
| 9 czerwca 2002       | Maribor          | Nathan Rennie      | Missy Giove            |
|                      |                  |                    |                        |
| 30 czerwca 2002      | Mont-Sainte-Anne | Chris Kovarik      | Sabrina Jonnier        |
| 30 czerwca 2002      | Mont-Sainte-Anne | Nicolas Vouilloz   | Tracy Moseley          |
| 30 czerwca 2002      | Mont-Sainte-Anne | Steve Peat         | Anne-Caroline Chausson |
|                      |                  |                    |                        |
| 14 lipca 2002        | Telluride        | Chris Kovarik      | Anne-Caroline Chausson |
| 14 lipca 2002        | Telluride        | Steve Peat         | Sabrina Jonnier        |
| 14 lipca 2002        | Telluride        | Cédric Gracia      | Tracy Moseley          |
|                      |                  |                    |                        |
| 8 września 2002      | Les Gets         | Steve Peat         | Anne-Caroline Chausson |
| 8 września 2002      | Les Gets         | Cédric Gracia      | Sabrina Jonnier        |
| 8 września 2002      | Les Gets         | Chris Kovarik      | Fionn Griffiths        |
|                      |                  |                    |                        |
|                      |                  | Podium (mężczyźni) | Podium (kobiety)       |
| Klasyfikacja końcowa | Puchar Świata DH | Steve Peat         | Anne-Caroline Chausson |
| Klasyfikacja końcowa | Puchar Świata DH | Cédric Gracia      | Sabrina Jonnier        |
| Klasyfikacja końcowa | Puchar Świata DH | Chris Kovarik      | Tracy Moseley          |

### Fourcross
| Data                 | Miejsce          | Podium (mężczyźni) | Podium (kobiety)       |
|                      |                  |                    |                        |
| 1 czerwca 2002       | Fort William     | Brian Lopes        | Katrina Miller         |
| 1 czerwca 2002       | Fort William     | Mickaël Deldycke   | Tara Llanes            |
| 1 czerwca 2002       | Fort William     | Wade Bootes        | Céline Gros            |
|                      |                  |                    |                        |
| 8 czerwca 2002       | Maribor          | Cédric Gracia      | Anne-Caroline Chausson |
| 8 czerwca 2002       | Maribor          | Wade Bootes        | Sabrina Jonnier        |
| 8 czerwca 2002       | Maribor          | Brian Lopes        | Céline Gros            |
|                      |                  |                    |                        |
| 29 czerwca 2002      | Mont-Sainte-Anne | Brian Lopes        | Anne-Caroline Chausson |
| 29 czerwca 2002      | Mont-Sainte-Anne | Cédric Gracia      | Sabrina Jonnier        |
| 29 czerwca 2002      | Mont-Sainte-Anne | Mike King          | Katrina Miller         |
|                      |                  |                    |                        |
| 13 lipca 2002        | Telluride        | Brian Lopes        | Anne-Caroline Chausson |
| 13 lipca 2002        | Telluride        | Wade Bootes        | Sabrina Jonnier        |
| 13 lipca 2002        | Telluride        | Mike King          | Katrina Miller         |
|                      |                  |                    |                        |
| 7 września 2002      | Les Gets         | Brian Lopes        | Anne-Caroline Chausson |
| 7 września 2002      | Les Gets         | Cédric Gracia      | Sabrina Jonnier        |
| 7 września 2002      | Les Gets         | Eric Carter        | Katrina Miller         |
|                      |                  |                    |                        |
|                      |                  | Podium (mężczyźni) | Podium (kobiety)       |
| Klasyfikacja końcowa | Puchar Świata 4X | Brian Lopes        | Anne-Caroline Chausson |
| Klasyfikacja końcowa | Puchar Świata 4X | Cédric Gracia      | Sabrina Jonnier        |
| Klasyfikacja końcowa | Puchar Świata 4X | Mike King          | Katrina Miller         |

## Klasyfikacje

### Mężczyźni
| Lp. | Zawodnik             | Punkty |
| --- | -------------------- | ------ |
| 1.  | Filip Meirhaeghe     | 935    |
| 2.  | Christoph Sauser     | 740    |
| 3.  | Bart Brentjens       | 706    |
| 4.  | Roland Green         | 650    |
| 5.  | Roel Paulissen       | 612    |
| 6.  | Ryder Hesjedal       | 572    |
| 7.  | Kashi Leuchs         | 494    |
| 8.  | Christophe Dupouey   | 486    |
| 9.  | Julien Absalon       | 432    |
| 10. | José Antonio Hermida | 400    |

| Lp. | Zawodnik         | Punkty |
| --- | ---------------- | ------ |
| 1.  | Steve Peat       | 1002   |
| 2.  | Cédric Gracia    | 729    |
| 3.  | Chris Kovarik    | 709    |
| 4.  | Mickaël Pascal   | 660    |
| 5.  | Fabien Barel     | 659    |
| 6.  | Nicolas Vouilloz | 495    |
| 7.  | Michael Hannah   | 481    |
| 8.  | Óscar Saiz       | 415    |
| 9.  | Greg Minnaar     | 365    |
| 10. | David Vazquez    | 345    |

| Lp. | Zawodnik      | Punkty |
| --- | ------------- | ------ |
| 1.  | Brian Lopes   | 151    |
| 2.  | Cédric Gracia | 126    |
| 3.  | Mike King     | 124    |
| 4.  | Wade Bootes   | 110    |
| 5.  | Eric Carter   | 105    |
| 6.  | Michal Prokop | 94     |
| 7.  | Bas de Bever  | 78     |
| 8.  | Steve Peat    | 65     |
| 9.  | Dale Holmes   | 57     |
| 10. | Kirt Voreis   | 48     |

### Kobiety
| Lp. | Zawodnik            | Punkty |
| --- | ------------------- | ------ |
| 1.  | Alison Dunlap       | 850    |
| 2.  | Sabine Spitz        | 815    |
| 3.  | Margarita Fullana   | 750    |
| 4.  | Alison Sydor        | 621    |
| 5.  | Annabella Stropparo | 605    |
| 6.  | Caroline Alexander  | 350    |
| 7.  | Susan Haywood       | 341    |
| 8.  | Barbara Blatter     | 330    |
| 9.  | Regina Marunde      | 327    |
| 10. | Ivonne Kraft        | 323    |

| Lp. | Zawodnik               | Punkty |
| --- | ---------------------- | ------ |
| 1.  | Anne-Caroline Chausson | 1027   |
| 2.  | Sabrina Jonnier        | 915    |
| 3.  | Tracy Moseley          | 795    |
| 4.  | Marielle Saner         | 643    |
| 5.  | Fionn Griffiths        | 621    |
| 6.  | Vanessa Quin           | 492    |
| 7.  | Missy Giove            | 422    |
| 8.  | Céline Gros            | 404    |
| 9.  | Kathleen Pruitt        | 379    |
| 10. | Nolvenn Le Caër        | 376    |

| Lp. | Zawodnik               | Punkty |
| --- | ---------------------- | ------ |
| 1.  | Anne-Caroline Chausson | 220    |
| 2.  | Sabrina Jonnier        | 190    |
| 3.  | Katrina Miller         | 155    |
| 4.  | Céline Gros            | 80     |
| 5.  | Tara Llanes            | 70     |
| 6.  | April Lawyer           | 50     |
| 7.  | Anneke Beerten         | 23     |
| 8.  | Melissa Buhl           | 21     |
| 8.  | Lisa Sher              | 21     |
| 10. | Diana Marggraff        | 17     |